# アリベルト・フォン・アンハルト
アリベルト・ヨーゼフ・アレクサンダー・フォン・アンハルト（Aribert Joseph Alexander von Anhalt, 1864年6月18日 - 1933年12月24日）は、ドイツのアンハルト公国の摂政（在任：1918年）。

## 生涯
アンハルト公フリードリヒ1世とその妻でザクセン＝アルテンブルク公子エドゥアルトの娘であるアントイネッテの間の第5子、四男として生まれた。ドイツ皇帝ヴィルヘルム2世の親友であり、皇帝とその取り巻きのスキャンダルが暴露されたコッツェ事件ではジャーナリストのレープレヒト・フォン・コッツェ（1850年 - 1920年）に対する裁判の原告となったが、コッツェに無罪判決が下ると、皇帝の意向を受けてコッツェに謝罪書簡を送っている。
1891年7月6日にウィンザー城において、アウグステンブルク公子クリスティアンの娘でイギリスのヴィクトリア女王の孫娘の1人であるメアリー・ルイーズと結婚した。この結婚は皇帝ヴィルヘルム2世が自らお膳立てしたもので、皇帝が婚約発表をしたり結婚立会人を務め、さらに新婚の夫婦に相当額の資金援助をした。
しかし2人の結婚生活は相当に悲惨なものだった。アリベルトが同性愛者であると知ったメアリー・ルイーズのショックは大きく、深刻な拒食症に陥ってしまうほどだった。夫妻の離婚はドイツ外務省とイギリス外務省の外交努力により、1900年12月13日に成立した。メアリー・ルイーズの父親クリスティアン公子は、ドイツの連邦参議院に乗り込んで離婚の本当の理由をぶちまけると脅しをかけたが、ヴィルヘルム2世はこれを制止した。
アリベルトは1896年にアテネオリンピックにおけるドイツ参加委員会の委員長を務め、後にドイツオリンピック委員会の委員長に就任した。1918年9月に兄のアンハルト公エドゥアルトが死ぬと、公爵位を継いだ未成年の甥ヨアヒム・エルンストの摂政となったが、同年11月にはドイツ革命により君主制が崩壊している。同年12月30日には、アンハルト自由州政府により、デッサウの城と庭園の保護を行う「ヨアヒム・エルンスト財団（Joachim-Ernst-Stiftung）」の総裁に任命されている。